# Solar Orbiter
Solar Orbiter (SolO) — космічний апарат для дослідження Сонця, який розроблено Європейським космічним агентством в рамках програми Cosmic Vision як перша місія M-класу. Запуск здійснено ракетою-носієм Atlas V з космічного центру Кеннеді у Флориді 10 лютого 2020. SolO буде здійснювати детальні вимірювання внутрішньої геліосфери й досліджувати зародження сонячного вітру, а також спостерігатиме полярні ділянки Сонця, які важко робити із Землі. Solar Orbiter спостерігатиме за Сонцем з витягнутої еліптичної орбіти з перигелієм у межах 0,28 — 0,38 а.о. (усередині орбіти Меркурія) та афелієм у межах 0,73 — 0,92 а.о. (поблизу земної орбіти).
Для дослідження полярних ділянок Сонця (корональних дір) нахил орбіти до площини сонячного екватора планується поступово збільшувати шляхом гравітаційних маневрів поблизу Венери. Планується досягти нахилу 25° в основній частині польоту та 35° — у продовженій. Концепція апарата розроблялася з 1990-х років, а його вартість складе близько мільярда євро.

## Наукові цілі
Космічний апарат має зближуватися з Сонцем кожні п'ять місяців. Зближення плануються так, щоб повторно вивчати одні й ті ж ділянки сонячної атмосфери. Solar Orbiter зможе спостерігати накопичення магнітної активності в атмосфері, яке може призводити до потужних сонячних спалахів або викидів.
Дослідники також матимуть шанс координувати спостереження з космічним апаратом НАСА Parker Solar Probe (2018—2025), який здійснює вимірювання корони Сонця.
Цілі місії — здійснити дослідження Сонця та його внутрішньої геліосфери з високою роздільною здатністю з мінімально можливої відстані. Це дозволить відповісти на питання:
- Як і де виникає плазма сонячного вітру і магнітне поле в короні?
- Як сонячні перехідні процеси керують мінливістю геліосфери?
- Як сонячні викиди коронарної маси утворюють енергетичні частки радіації, які заповнюють геліосферу?
- Як працює сонячне динамо і керує зв'язками між Сонцем та геліосферою?

### Наукові прилади
Наукове обладнання апарата складається з:

### Геліофізичні in-situ інструменти
- Solar Wind Analyser (аналізатор сонячного вітру): вимірювання складу частинок сонячного вітру[4].
- Energetic Particle Detector (детектор енергетичних частинок): вимірювання супратермальних іонів, електронів, нейтральних атомів, а також енергетичних частинок[5].
- Магнетометр: забезпечить деталізоване вимірювання магнітного поля[6].

Radio and Plasma Wave analyser (аналізатор радіо та плазмо- хвиль): вимірювання магнітних та електричних полів з високою роздільною здатністю у часі.

### Прилади дистанційного зондування
- Polarimetric and Helioseismic Imager (поляриметрична та геліосейсмічна камера):  вимірювання фотосферного магнітного поля з високою роздільною здатністю[8].
- EUV full-Sun and high-resolution Imager.
- EUV spectral Imager (SPICE): спектрального фіксування сонячної корони та фотосфери, характеристики частинок плазми на Сонці[9][10].
- Extreme Ultraviolet Imager (EUI): відео- та фотографування різних шарів атмосфери Сонця[11].
- Spectrometer Telescope for Imaging X-rays (спектрометр-телескоп для візуалізації рентгенівських променів): для забезпечення фіксування теплового та нетеплового сонячного рентгенівського випромінювання.
- Коронограф: випромінювання сонячної корони й фотографування поляризованого видимого світла корони[12].
- Heliospheric Imager (камера для фотографування геліосфери): фотографування квазістаціонарних і перехідних потоків сонячного вітру[13].

## Хронологія подій та статус
- Квітень 2012 року: Контракт з підрядником Astrium UK на будівництво апарата (€300 млн)[14].
- Червень 2014 року: Завершено 2-тижневий тест сонячного щита[15].
- Квітень 2015 року: Запуск було перенесено з липня 2017 на жовтень 2018 року[16] У серпні 2017 була визначена нова дата запуску апарата — лютий 2020 за допомогою ракети-носія Atlas V 411[17].
- Вересень 2018 року: Космічний апарат Solar Orbiter перевезений до майданчика IABG[en] в Німеччині для тестувань з навколишнім середовищем[18].

## Траєкторія
Після запуску, Solar Orbiter здійснить гравітаційні маневри біля Землі та Венери, щоб досягти за 3,5 роки робочої орбіти. Еліптична орбіта з перигелієм 0.28 а.о. і афелієм 0.28 а.о. Тривалість місії становитиме сім років, знадобиться кілька додаткових гравітаційних маневрів для зміни нахилу орбіти від 0 ° до 25 °, що забезпечить кращий огляд сонячних полюсів. У випадку розширеної місії, нахил орбіти буде змінено до 34 °.

## Досягнення

### Найзначніші спостереження
Наприкінці червня 2023 року група астрономів із кількох європейських наукових установ у Лондонському королівському астрономічному товаристві представила результати дослідження Сонця, яке апарат Solar Orbiter провів навесні 2022 року. Тоді сонячний зонд наблизився до Сонця на відстань 49 млн км. Апарат виявив невідоме раніше явище у вигляді схожих на метеорити вогненних куль, які виникають у корональному дощі Сонця. Корона складається з газу з температурою в мільйони градусів Цельсія, а швидкі перепади цієї температури продукують дуже щільні згустки плазми, що досягають 250 км завширшки. Ці вогняні кулі падають назад на Сонце, оскільки гравітація притягує їх зі швидкістю понад 100 км/с. Разом із першими зображеннями згустків плазми в корональному дощі космічний апарат Solar Orbiter також спостерігав за нагріванням і стисканням плазми безпосередньо під ними. Вчені вважають, що там плазма нагрівається до мільйона °C і це триває кілька хвилин, поки вогняні кулі падають. Вчені ще ніколи не бачили момент падіння цих грудок плазми, але спостереження Solar Orbiter показали, що цей процес може спричинити короткочасний сильний спалах світла разом з появою висхідного вгору потоку речовини та ударними хвилями, які повторно нагрівають плазму над ними.
27 вересня 2023 року, за допомогою інструменту Extreme Ultraviolet Imager (EUI) на Solar Orbiter було зняте відео, яке дозволяє детально розглянути корону Сонця, в тому числі перехід нижніх шарів атмосфери Сонця до зовнішньої корони.